# Hyben
Hyben er de orange, højrøde, brune eller sorte frugter fra en af ca. 10 arter af vilde roser, hvoraf langt den almindeligste nu er den indførte og invasive Rynket Rose (Rosa rugosa). Frugterne fra alle roser består af blødt frugtkød, der omgiver hårde, hvide frø. Frugterne indeholder store mængder C-vitamin, A-vitamin og kalcium, men det er først og fremmest hyben fra Rynket Rose eller "hybenrose", der anvendes til syltning og fremstilling af gele, saft, suppe og te.
Hyben er ganske fin til vinbrygning, især hedvin med moderat tilsætning af sukker. Køb en gær med opskrift ved materialisten til fremstilling af hedvin sherrytype eller portvinstype. 
I de senere år har pulveriserede, tørrede hyben fra Hunde-Rose fundet anvendelse i naturmedicinen, hvor produktet påstår at afhjælpe eller i hvert fald mildne gigtsmerter i leddene.[kilde mangler]